# Выборы в Верховный Совет Приднестровской Молдавской Республики (2005)
Парламентские выборы в Приднестровье были проведены 11 декабря 2005 года. Проводились по одномандатным округам. На них победу одержали кандидаты от партии «Обновление» и её союзники из числа общественных организаций. Они обошли пропрезидентскую партию «Республика», что дало возможность сменить спикера парламента Григория Маракуцу на лидера партии «Обновление» Евгения Шевчука.
| Партии | Голоса | % | Количество мест |
| --- | ------ | - | --------------- |
| Обновление |        | . | 23              |
| Республика |        | . | 13              |
| Союзники «Обновления» |        | . | 6               |
| Независимые |        | . | 1               |
| Итого (явка 56,3 %) |        |   | 43              |
| Источник: BHHRG. «Обновление» было общественной организацией, позднее — в июне 2006 — зарегистрирована в качестве политической партии. |        |   |                 |